# Depressão tropical 29W
A depressão tropical 29W foi um ciclone tropical fraco, porém mortal, que atingiu a Malásia em 2021. Foi a quadragésima-primeira depressão da Temporada de tufões no Pacífico de 2021.
Em 16 de dezembro de 2021, 29W atingiu a costa leste da Península da Malásia, trazendo chuvas torrenciais por toda a península por três dias. As enchentes resultantes, que afetaram oito estados em todo o país, deixaram pelo menos 48 mortos e 5 desaparecidos.  Em sua extensão máxima, causou o deslocamento de mais de 71.000 residentes.
Declarada por funcionários do governo como um desastre "uma vez em um século", é a pior enchente no país em termos de residentes deslocados desde as enchentes na Malásia que ocorreu nos anos de 2014 e de 2015. Também foi historicamente comparado com as inundações de 1971 em Kuala Lumpur. É o desastre relacionado a um ciclone tropical mais mortal a atingir a Malásia desde a tempestade tropical Greg em 1996, que matou 238 pessoas e deixou 102 desaparecidas.
Precipitações recordes foram medidas nas estações meteorológicas de Selangor e Kuala Lumpur. Danos generalizados foram relatados nos estados de Selangor e Pahang, especialmente no distrito de Hulu Langat e na cidade de Shah Alam. O governo da Malásia foi criticado por sua demora na resposta e apatia em relação ao desastre. Cientistas, ativistas climáticos e a mídia em grande parte estabeleceram conexões com esse desastre como um exemplo de condições meteorológicas extremas atribuídas às mudanças climáticas.

## História do sistema
Em 14 de dezembro de 2021, a Agência Meteorológica do Japão (JMA) atualizou uma área de baixa pressão que se move para o oeste para uma depressão tropical. O Joint Typhoon Warning Center (JTWC) começou a monitorar o sistema no dia seguinte, observando a presença de uma circulação consolidada de baixo nível dentro do sistema. As chances do sistema de se transformar em um ciclone tropical aumentaram lentamente, e em 16 de dezembro às 17:30 UTC, o JTWC emitiu um Alerta de Formação de Ciclone Tropical (TCFA) para o sistema, apesar da saída do Tufão Rai, expondo parcialmente a baixa do sistema - circulação de nível. Por volta das 21:00 UTC, o JTWC atualizou o sistema para uma depressão tropical, atribuindo-lhe a designação de 29W enquanto continuava em condições de desenvolvimento marginalmente favoráveis. Pouco depois, às 23:00 UTC, a depressão atingiu o norte da cidade de Kuantan, no estado de Pahang, e começou a enfraquecer depois, levando o JTWC a emitir seu parecer final sobre o sistema no dia seguinte. A JMA parou de monitorar o sistema em 17 de dezembro às 12:00 UTC.

## Preparativos
Antes das inundações, o Departamento de Bem-Estar de Kelantan preparou RM 1,3 milhão ( USD 309,5 mil) para esforços de socorro. O Centro Nacional de Comando de Desastres (NDCC ou NADMA) planejou 5.731 abrigos temporários (conhecidos localmente por sua abreviatura malaia, PPS) que poderiam acomodar mais de 1,6 milhão de vítimas em todo o país para fins de emergência.
Em 16 de dezembro, o Departamento Meteorológico da Malásia (MMA ou MetMalaysia) emitiu um alerta laranja para todos os distritos de Kelantan e Terengganu e alertas amarelos para Pahang, Perak, Kedah e Penang até 17 de dezembro. No mesmo dia, avisos de inundação foram emitidos pelo Centro Nacional de Previsão e Alerta de Inundações (PRABN) para dois distritos em Kelantan ( Distrito de Kuala Krai e Distrito de Jeli ). O NDCC aconselhou sobre a ativação de comitês de gestão de desastres em nível estadual e distrital após o alerta. A MetMalaysia posteriormente emitiu um alerta âmbar para chuvas persistentes em todo o Vale de Klang. Este alerta foi posteriormente elevado para um alerta vermelho (o nível máximo) e foi expandido para estados vizinhos, incluindo Pahang. A Barragem Klang Gates liberou 25% de seu reservatório em estágios depois que os níveis de água excederam os níveis aceitáveis. Em 18 de dezembro, os centros de operação de inundações foram ativados em todos os distritos de Kelantan. Mais tarde naquela noite, Tuan Ibrahim, o Ministro do Meio Ambiente e Água, divulgou um comunicado de emergência solicitando preparativos imediatos em Kuala Lumpur para as enchentes após o rompimento de quatro rios principais da cidade. O Túnel SMART foi ativado em meio ao aumento da precipitação e atingiu volumes de desvio recorde de aproximadamente cinco milhões de metros cúbicos de água de inundação.
Funcionários e residentes deslocados de centros de socorro foram examinados regularmente para COVID-19 para evitar a ocorrência de surtos.

## Estragos e rescaldo por causa de 29W
A travessia da depressão tropical 29W no centro da Malásia trouxe longos períodos de aguaceiros sustentados. Vários registros meteorológicos foram quebrados durante o processo. Uma estação meteorológica em Sentul registrou um pico de precipitação diária de 363 mm (14.3 in), equivalente a um mês de chuva na região. Foi seguido por medições de 273 mm (10.7 in) em Sungai Bonus Tun Abdul Razak, 258 mm (10.2 in) em Jinjang, e 247 mm (9.7 in) em Gombak. Amirudin Shari, o Menteri Besar de Selangor, foi notificado pelo Departamento de Irrigação e Drenagem de Selangor que o estado havia recebido 380 mm (15 in) de chuva. Anteriormente, as medições de precipitação mais altas do estado eram de 180 mm (7.1 in).
Durante a sua extensão máxima, 71.000 pessoas de oito estados foram evacuadas para abrigos de emergência. O NDCC anunciou um número refinado de 69.134 pessoas deslocadas em 21 de dezembro.  Em 23 de dezembro, o Inspetor-Geral da Polícia Acryl Sani Abdullah Sani anunciou os números de deslocamento de 68.341 pessoas.
Algumas partes da rodovia federal, New Klang Valley Expressway (NKVE) e a rodovia Karak foram expostas a deslizamentos de terra e inundações, o que as tornou totalmente intransitáveis. Na Rodovia Karak, 450 motoristas ficaram presos por dois dias antes de serem resgatados. 226 pessoas foram resgatadas do NKVE. A rodovia Kemuning-Shah Alam (LKSA), que enfrentou pequenas inundações, ficou fechada por dois dias. O NDCC estimou que 224 estradas (126 estaduais, 98 federais) foram interrompidas por circunstâncias relacionadas às enchentes. Trezentos e trinta e três subestações elétricas de seis estados foram fechadas por razões de segurança, levando a cortes de energia.
Pelo menos 181 casos COVID-19 foram detectados entre os evacuados. O ministro da Saúde, Khairy Jamaluddin, alertou no dia 20 de dezembro que o desastre poderia levar a um aumento das infecções no país.

### Kelantan
Kelantan foi um dos primeiros estados a receber fortes chuvas da Depressão Tropical de 29W. Cinco rios em Kelantan registraram aumentos nos níveis de água em 16 de dezembro, dos quais três atingiram níveis perigosos nos dois dias seguintes. Em 17 de dezembro, vários distritos de Kelantan foram inundados, levando à evacuação de 548 habitantes de quatro distritos, alojados em oito abrigos temporários. Dois pacientes infectados com COVID-19 tiveram que ser evacuados para o Hospital Gua Musang para evitar a propagação da infecção entre outros evacuados.
Em 18 de dezembro, as inundações atingiram Pasir Mas. A primeira morte foi relatada naquele dia, depois que o corpo de um operador de fábrica - que caiu de uma motocicleta enquanto dirigia por uma estrada inundada - foi descoberto às 14h22 perto de um cemitério chinês em Gambang. O número de vítimas evacuadas aumentou para 1.084, com 17 abrigos instalados em todo o estado em cinco distritos. A polícia foi deslocada para o cais do Sultão em Kota Bharu "para evitar que as multidões fossem lá para ver o rio a subir". As vítimas deslocadas atingiram o pico de 2.632 no final daquele dia, mas diminuíram constantemente desde então. O número caiu durante a semana seguinte para cerca de mil pessoas e, em 24 de dezembro, o número era de 974 em cinco abrigos temporários diferentes.
O Menteri Besar de Kelantan, Ahmad Yakob, fez comparações entre essas enchentes em seu estado e as enchentes de 2014-15, que enfrentaram problemas semelhantes.

### Terengganu
Uma pequena inundação antes do landfall de 29W em 3 de dezembro deixou 140 pessoas desabrigadas em Setiu e Besut por vários dias.
Em 16 de dezembro, quando 29W cruzou Kelantan, foi relatado que dois rios ultrapassaram seus respectivos níveis de perigo (rio Dungun e rio Tebak). O primeiro abrigo temporário foi aberto em uma escola primária em Setiu. Foi seguido por outro abrigo temporário na prefeitura de Dungun. Houve 21 vítimas deslocadas. Em 18 de dezembro, o número aumentou ligeiramente para 63, e atingiu o pico de 285 no final do dia. No entanto, como a extensão das enchentes no estado foi mínima, apenas 9 desabrigados permaneceram três dias depois. O último abrigo temporário, em Kemaman, foi fechado no dia 21 de dezembro.
No dia 30 de dezembro, chuvas contínuas voltaram a ser observadas no estado. Às 16h, Dungun foi o primeiro a receber uma enchente, quando 69 pessoas foram evacuadas para um abrigo temporário no distrito. No final da noite, a Secretaria de Gestão de Desastres do estado de Terengganu foi informada de que os principais rios em Besut, Dungun e Hulu Terengganu haviam ultrapassado seus respectivos níveis de perigo. Em 31 de dezembro, o número de evacuados aumentou para 388. Eles foram alojados em dois abrigos temporários em Dungun.

### Selangor
Selangor foi a que mais choveu durante o evento. A MetMalaysia emitiu o alerta mais severo para 8 distritos no estado para chuvas contínuas desde 17 de dezembro por 4 dias. No entanto, as inundações já haviam ocorrido em Sepang, Hulu Langat e Klang um dia antes do aviso ser emitido. 16 rios haviam ultrapassado o nível de perigo até então. Em 18 de dezembro, 3.086 vítimas foram deslocadas em 30 abrigos temporários, a maioria em Klang. Mais 11 abrigos foram montados mais tarde naquele dia. 93 bombas d'água foram implantadas para remover as enchentes no local, enquanto 134 comportas foram fechadas para evitar o transbordamento das marés altas. Os residentes de Kajang e Salak Tinggi foram aconselhados a evacuar. A principal subestação elétrica em Glenmarie explodiu durante a noite, causando um apagão em algumas partes de Shah Alam. Duas estações de tratamento de água foram fechadas devido às enchentes, levando a cortes de água em 472 áreas em todo o vale de Klang. Outra planta foi forçada a limitar a produção de água devido a problemas de qualidade da água. Os caminhões de abastecimento de água não puderam chegar às regiões afetadas porque a maioria das estradas foi fechada ou cortada com as enchentes. O Shah Alam City Council (MBSA) publicou um anúncio na noite impedindo as pessoas de entrar em Shah Alam e Klang. As águas das cheias entre as estradas principais que ligam a cidade de Meru e Bukit Raja foram medidas com uma profundidade de 2 a 3 metros. Dezenas de moradores, que não voltaram para suas casas a tempo, foram forçados a dormir em seus carros.

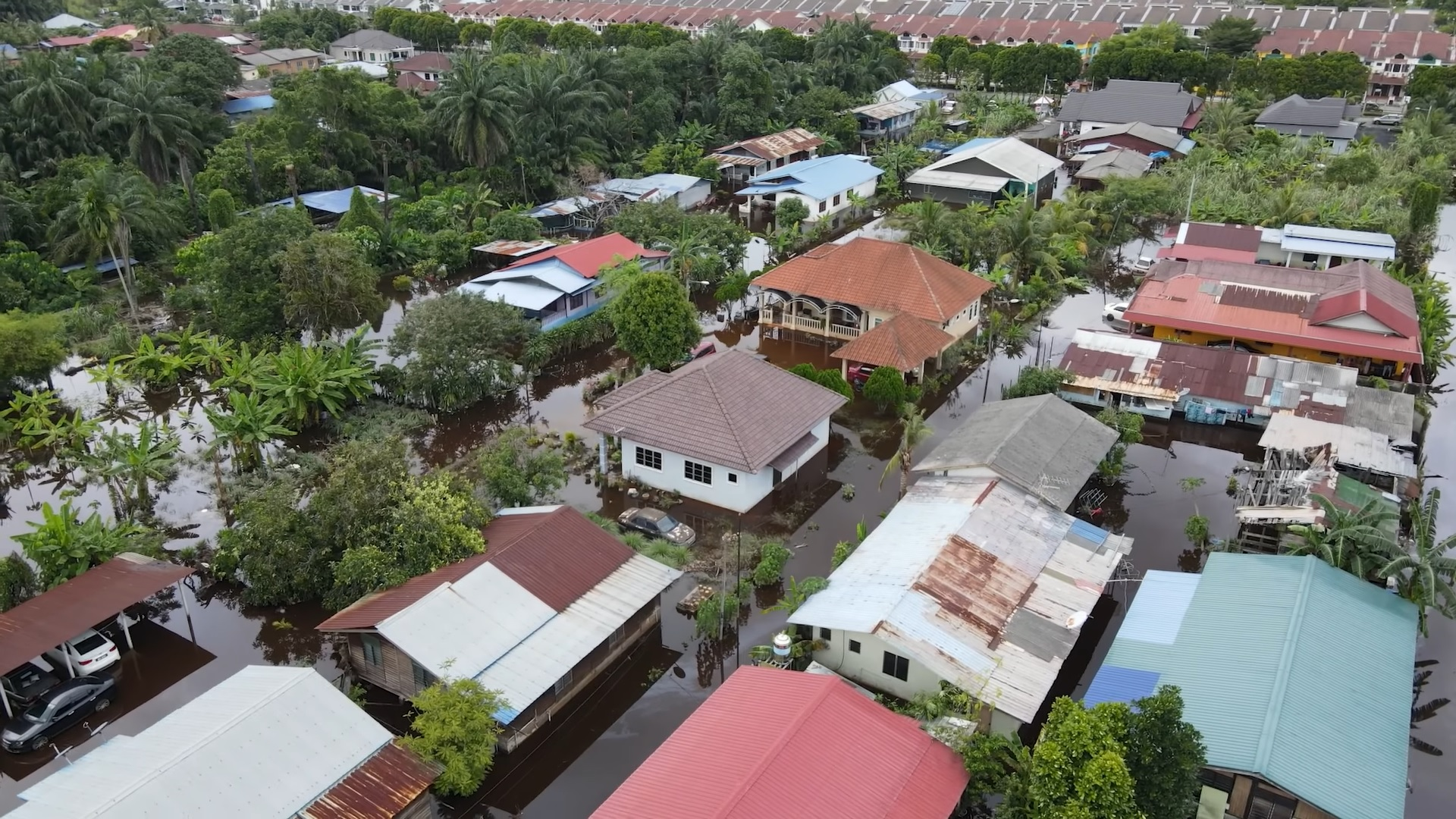
Inundações em Klang depois do ciclone tropical

O número de vítimas das enchentes dobrou durante a noite. Em 19 de dezembro, 6.242 vítimas foram deslocadas. Em um tweet, o Menteri Besar de Selangor deu as boas-vindas aos proprietários de barcos para auxiliar nos esforços de socorro, que foram coordenados pelo governo estadual por meio do Smart Selangor Operations Center (SSOC). A gravidade da situação fez com que o governo estadual abordasse o Primeiro Ministro, Ismail Sabri Yaakob, e o Ministro da Defesa, Hishamuddin Hussein, para intervenção federal e assistência na evacuação e ajuda humanitária às vítimas das enchentes. O governo federal, embora não esperasse a situação de Selangor, mobilizou recursos federais logo em seguida. Tenaga Nasional, a única empresa de energia elétrica na Malásia, anunciou interrupções de energia em 82 áreas em Klang. O número de vítimas deslocadas ultrapassou 15.000 durante o dia. O número de abrigos temporários aumentou para 108. A primeira morte no estado foi notificada no mesmo dia, quando foi descoberto um corpo a 350 m (1,150 ft) caminho de um apartamento na seção 22 de Shah Alam. Vídeos e imagens da descoberta se espalharam pelas redes sociais.
As águas das enchentes começaram a diminuir em 20 de dezembro. O número de vítimas deslocadas aumentou para 32.044 em 162 abrigos temporários, o pico do estado. No dia 21 de dezembro, foi confirmado que 15 pessoas morreram na enchente. O número de mortos aumentou para 24 no dia seguinte.
Um apartamento em Shah Alam foi declarado inseguro após preocupações com a integridade estrutural do complexo após as enchentes. Os residentes foram evacuados para abrigos de socorro de acordo com as autoridades locais.

#### Taman Sri Muda (Shah Alam)
O município de Taman Sri Muda, localizado em Shah Alam, registrou 14 mortes. O município foi totalmente inundado e sofreu danos catastróficos. 16 bombas de sucção foram usadas para acelerar o processo de bombeamento em Sri Muda.
Durante dois dias, faltou comida no município, levando a saques em várias lojas de conveniência e supermercados inundados durante a tarde de 20 de dezembro. Baharudin Mat Taib, comissário assistente do chefe de polícia de Shah Alam, confirmou os relatos. 31 saqueadores foram presos durante um assalto. Oito equipes policiais foram posicionadas em 23 de dezembro na área para evitar arrombamentos. O diretor administrativo da Mydin, Ameer Ali Mydin, cujas lojas estiveram envolvidas nos saques, divulgou um comunicado perdoando todas as vítimas que saquearam sua loja "por desespero e fome".

### Pahang
O estado de Pahang registrou os números mais altos de residentes deslocados, com 38.086 pessoas deslocadas em 22 de dezembro.  Tempestades foram relatadas no estado. Em Bentong, um deslizamento de terra destruiu uma série de chalés que prendeu 30 pessoas. Dez foram arrastados pelas fortes correntes e cinco foram mortos durante o incidente.

## Críticas ao governo
O governo da Malásia foi criticado por sua falta de resposta imediata aos esforços de socorro. Houve reclamações nas redes sociais de que as autoridades demoraram a fornecer ajuda, com muitas vítimas contando com voluntários para alimentação e necessidades básicas. Puan Sri Shariffa Sabrina Syed Akil, presidente de um grupo conservacionista local, citou a resposta lenta como consequência da burocracia ineficaz. O primeiro-ministro da Malásia, Ismail Sabri Yaakob, reconheceu publicamente certas "fraquezas" na resposta do governo ao desastre.
Uma decisão envolvendo Azhar Azizan Harun, Presidente da recusa do Dewan Rakyat em permitir que membros do parlamento do partido da oposição discutissem eventos recentes relacionados às enchentes no Parlamento gerou amplo debate e controvérsia. A ação de Azhar foi criticada por políticos tanto do partido no poder quanto da oposição, alguns pedindo sua renúncia.

## Conexão com mudanças climáticas
Antes das inundações, cientistas e organizações, incluindo Renard Siew, consultor de mudança climática do Centro para Governança e Estudos Políticos, e o Painel Intergovernamental sobre Mudanças Climáticas, alertaram que eventos climáticos extremos se tornariam mais comuns como consequência das mudanças climáticas, incluindo chuvas fortes. Em entrevista ao Channel News Asia, Renard disse que, devido às mudanças climáticas, seria mais difícil para os climatologistas preverem o tempo com precisão, citando que as monções do nordeste, que costumam causar inundações na costa leste da Península da Malásia, também afetaram a costa oeste desta vez. Ela também discordou das alegações do governo sobre a enchente de 100 anos, citando que, nos últimos anos, as inundações devastadoras causadas pela mudança climática ocorreram recentemente em outras regiões, incluindo Europa, China e Estados Unidos. A declaração dela foi posteriormente repetida pela palestrante de meio ambiente da Universiti Putra Malaysia, Haliza Abdul Rahman, onde ela acrescentou que essa enchente e as recentes enchentes na Turquia foram causadas pelas mudanças climáticas. Ela também discordou da mesma forma que a enchente foi rotulada como uma "enchente de 100 anos", já que eventos semelhantes também poderiam acontecer no futuro. A fim de mitigar esse problema, além de melhorar os sistemas de monitoramento do clima, especialistas e ativistas pedem que sejam tomadas medidas para reduzir os efeitos das mudanças climáticas. Isso inclui a redução das emissões de carbono, o incentivo ao transporte público e a carona solidária como meio de transporte, o fim do desmatamento e o incentivo à cooperação global para enfrentar as mudanças climáticas. Além disso, isso poderia envolver a revisão da construção de infraestrutura que será afetada por tempestades, inundações e aumento do nível do mar, e a concessão de ajuda internacional para ajudar os países a enfrentar as mudanças climáticas.